# Football Club Lumezzane 2024-2025
Questa voce raccoglie le informazioni riguardanti il Football Club Lumezzane nelle competizioni ufficiali della stagione 2024-2025.

## Stagione
Il Lumezzane disputa la 20ª stagione in terza serie della propria storia. Alla guida tecnica viene riconfermato Arnaldo Franzini, che rinnova fino al giugno 2025.
La squadra esordisce l'11 agosto in Coppa Italia Serie C battendo l'Union Clodiense CS, venendo eliminata al turno successivo dal Rimini.
Al debutto in campionato il Lumezzane vince sul campo della Virtus Verona, subendo poi una sconfitta interna alla seconda giornata per mano della Pro Vercelli. Seguono poi due pareggi esterni consecutivi con il Lecco e con l'Union Clodiense CS. Tra la 5ª e la 7ª giornata, la squadra coglie tre vittorie consecutive con l'Atalanta U23, con la Triestina e con l'Arzignano Valchiampo che valgono il quarto posto solitario in classifica. Due sconfitte consecutive all'11ª e alla 12ª giornata, rispettivamente con Alcione e Pergolettese, fanno poi scivolare il Lumezzane a centro classifica. Alla metà di novembre, la squadra torna in posizioni più nobili, raggiungendo il quinto posto a seguito della vittoria sull'AlbinoLeffe della 14ª giornata. Alla 16ª giornata i valgobbini escono sconfitti nel derby bresciano giocato in casa con la Feralpisalò, scendendo al settimo posto. Al termine del girone d'andata il Lumezzane si ritrova al nono posto a seguito di una crisi di risultati, con tre punti raccolti in cinque partite tra la 15ª e la 19ª giornata.
Il girone di ritorno si apre con una sconfitta interna contro la Virtus Verona. Alla 22ª giornata, il Lumezzane torna alla vittoria che mancava da due mesi battendo il Lecco al Saleri. A metà del girone di ritorno, dopo la 28ª giornata, la squadra si trova in 12ª posizione, a quattro punti dai play-off e ad altrettanti dai play-out. A seguito di una striscia negativa di 9 gare senza vittorie nella quale la squadra ha ottenuto solo 4 punti, il 24 marzo Arnaldo Franzini viene esonerato. L'indomani, la società ingaggia Massimo Paci come nuovo allenatore. Alla penultima giornata, pur venendo sconfitto in casa della Pro Patria, il Lumezzane ottiene la salvezza grazie alla contemporanea sconfitta della Pro Vercelli che rimane a distanza di 4 punti con una sola gara ancora da disputare. La squadra termina il campionato al 14º posto a parimerito con la Pergolettese, chiudendo così una striscia negativa di 14 gare senza vittorie. Il pareggio a reti bianche dell'ultima giornata ottenuto con il Padova, consegna ai veneti la promozione in Serie B.

## Divise e sponsor
Lo sponsor tecnico per la stagione 2024-2025 è Acerbis, mentre il main sponsor è Camozzi Automation.
| Casa | Trasferta | Portiere |

## Organigramma societario
Area direttiva
- Presidente: Andrea Caracciolo
- Presidente Emerito e Procuratore Speciale: Vincenzo Picchi
- Consiglieri: Mansueto Bonomi, Lodovico Camozzi, Andrea Ettori, Marco Ghidini, Gianleone Gnali, Giuliano Gnutti, Aristide Guarneri, Diego Lo Monaco, Davide Peli
- Direttore generale: Michelangelo Vitali
- Segretario generale: Luigi Larizza
- Team manager: Stefano Franchi
- Direttore sportivo: Simone Pesce[22]
- Direttore tecnico: Carlo Zerminiani (1ª-15ª)[23]

Area tecnica
- Allenatore: Arnaldo Franzini (1ª-33ª), Massimo Paci (34ª-38ª)
- Allenatore in seconda: Andrea Lussardi (1ª-33ª), Roberto Guana (34ª-38ª)
- Allenatore dei portieri: Fabio Patuzzi
- Collaboratore: Mauro Balestrini (34ª-38ª)

Area sanitaria
- Responsabile sanitario: Giorgio Zanacchi
- Preparatori atletici: Paolo Beroncini (1ª-33ª), Paolo Bezzi
- Fisioterapisti: Italo Mini, Stefano Dalvai, Roberto Rossini
- Recupero infortunati: Miguel Enrique

## Rosa
| N. |                    | Ruolo | Calciatore             |
| -- | ------------------ | ----- | ---------------------- |
| 1  | Italia (bandiera)  | P     | Stefano Filigheddu     |
| 2  | Italia (bandiera)  | D     | Jacopo Deratti         |
| 3  | Italia (bandiera)  | D     | Eros Pisano (capitano) |
| 5  | Francia (bandiera) | C     | Anthony Taugourdeau    |
| 6  | Italia (bandiera)  | D     | Cesare Pogliano        |
| 7  | Italia (bandiera)  | C     | Marco Moscati          |
| 8  | Italia (bandiera)  | A     | Mirko Lipari           |
| 10 | Italia (bandiera)  | A     | Manuele Malotti        |
| 11 | Italia (bandiera)  | A     | Niccolò Corti          |
| 12 | Italia (bandiera)  | P     | Elias Ottolini         |
| 14 | Italia (bandiera)  | A     | Muthomi Ferri          |
| 16 | Italia (bandiera)  | C     | Joshua Tenkorang       |
| 19 | Italia (bandiera)  | C     | Samuele D'Agostino     |
| 21 | Italia (bandiera)  | D     | Alessandro Dalmazzi    |
| 22 | Italia (bandiera)  | P     | Matteo Carnelos        |
| 23 | Italia (bandiera)  | C     | Manuel Poledri         |

| N. |                   | Ruolo | Calciatore         |
| -- | ----------------- | ----- | ------------------ |
| 24 | Italia (bandiera) | D     | Mario Piga         |
| 25 | Italia (bandiera) | D     | Marco Pagliari     |
| 26 | Italia (bandiera) | D     | Emanuele Terranova |
| 28 | Italia (bandiera) | C     | Matteo Scanzi      |
| 30 | Italia (bandiera) | C     | Marco Tremolada    |
| 31 | Italia (bandiera) | A     | Matteo Ferro       |
| 32 | Italia (bandiera) | A     | Mattia Iori        |
| 38 | Italia (bandiera) | D     | Kevin Tortelli     |
| 45 | Italia (bandiera) | A     | Gaetano Monachello |
| 47 | Italia (bandiera) | C     | Edoardo Ferretti   |
| 53 | Italia (bandiera) | D     | Tommaso Pittino    |
| 66 | Italia (bandiera) | D     | Samuele Regazzetti |
| 73 | Italia (bandiera) | D     | Alessandro Arici   |
| 77 | Italia (bandiera) | A     | Orazio Pannitteri  |
| 92 | Italia (bandiera) | A     | Enrico Baldini     |
| 94 | Italia (bandiera) | P     | Giacomo Toniolo    |

## Calciomercato

### Sessione estiva (dall'1/7 al 30/8)
| Acquisti         | Acquisti           | Acquisti          | Acquisti             |
| R.               | Nome               | da                | Modalità             |
| ---------------- | ------------------ | ----------------- | -------------------- |
| P                | Matteo Carnelos    | Cjarlins Muzane   | definitivo           |
| D                | Marco Pagliari     |                   | definitivo           |
| D                | Mario Piga         | Pescara           | prestito             |
| D                | Emanuele Terranova |                   | definitivo           |
| C                | Samuele D'Agostino | Torino            | definitivo           |
| C                | Joshua Tenkorang   | Cremonese         | prestito             |
| C                | Marco Tremolada    | Renate            | prestito             |
| A                | Niccolò Corti      | Novara            | definitivo           |
| A                | Matteo Ferro       | Brescia           | definitivo           |
| A                | Gaetano Monachello | Mantova           | definitivo           |
| A                | Mirco Lipari       | Juventus Next Gen | definitivo           |
| A                | Orazio Pannitteri  | Crotone           | definitivo           |
| Altre operazioni |                    |                   |                      |
| R.               | Nome               | da                | Modalità             |
| A                | Mattia Iori        | Arezzo            | rinnovo del prestito |

| Cessioni | Cessioni            | Cessioni      | Cessioni      |
| R.       | Nome                | a             | Modalità      |
| -------- | ------------------- | ------------- | ------------- |
| P        | Matteo Rizzo        | Pro Vercelli  | fine prestito |
| D        | Gianluca Parodi     |               | svincolato    |
| D        | Samuele Righetti    | Arezzo        | definitivo    |
| D        | Gianluca Scremin    | Spezia        | fine prestito |
| D        | Michele Troiani     |               | svincolato    |
| C        | Michele Calì        | Renate        | definitivo    |
| C        | Carlo Ilari         | Lecco         | fine prestito |
| C        | Simone Pesce        |               | fine carriera |
| C        | Manuel Poledri      | Pro Palazzolo | prestito      |
| A        | Alberto Basso Ricci | Cremonese     | fine prestito |
| A        | Kevin Cannavò       | Vis Pesaro    | fine prestito |
| A        | Andrea Capelli      | AlbinoLeffe   | definitivo    |
| A        | Andrej Gălăbinov    |               | svincolato    |
| A        | Erik Gerbi          | Sampdoria     | fine prestito |
| A        | Aristidi Kolaj      | Pescara       | fine prestito |
| A        | Cristian Spini      | Trapani       | definitivo    |

### Sessione invernale(dal 2/1 al 3/2)
| Acquisti | Acquisti        | Acquisti | Acquisti   |
| R.       | Nome            | da       | Modalità   |
| -------- | --------------- | -------- | ---------- |
| P        | Giacomo Toniolo | Verona   | prestito   |
| D        | Tommaso Pittino | Genoa    | prestito   |
| A        | Enrico Baldini  |          | definitivo |

| Cessioni | Cessioni     | Cessioni  | Cessioni |
| R.       | Nome         | a         | Modalità |
| -------- | ------------ | --------- | -------- |
| A        | Mirko Lipari | Pontedera | prestito |

## Risultati

### Serie C

#### Girone di andata
| Arbitro: | Zoppi (Firenze) |

|  |           |                |
|  | Marcatori | 19’ Pannitteri |

| Arbitro: | Toro (Catania) |

|  |           |               |
|  | Marcatori | 37’, 68’ Comi |

| Arbitro: | Striamo (Salerno) |

|               |           |                |
| Galeandro 31’ | Marcatori | 54’ Pannitteri |

| Arbitro: | Gangi (Enna) |

|            |           |               |
| Biondi 63’ | Marcatori | 30’ Tenkorang |

| Arbitro: | Gandino (Alessandria) |

|                        |           |              |
| Malotti 33’ Iori 45+1’ | Marcatori | 86’ Escriche |

| Arbitro: | Gauzolino (Torino) |

|                        |           |                                    |
| Vicario 21’ Struna 59’ | Marcatori | 8’ Pisano 33’ Iori 70’ Taugourdeau |

| Arbitro: | Pasculli (Como) |

|                |           |  |
| Monachello 30’ | Marcatori |  |

| Arbitro: | Terribile (Bassano del Grappa) |

|  |           |                     |
|  | Marcatori | 37’, 71’ Di Carmine |

| Arbitro: | Cerbasi (Arezzo) |

|           |           |          |
| Morra 84’ | Marcatori | 6’ Ferro |

| Arbitro: | Totaro (Lecce) |

|                                       |           |                                 |
| Monachello 25’ Dalmazzi 60’ Corti 77’ | Marcatori | 70’ Ballabio 81’ (rig.) Lamesta |

| Arbitro: | Turrini (Firenze) |

|            |           |  |
| Bonaiti 7’ | Marcatori |  |

| Arbitro: | Iannello (Messina) |

|  |           |                                |
|  | Marcatori | 42’ (rig.) Jaouhari 44’ Parker |

| Arbitro: | Viapiana (Catanzaro) |

|            |           |                       |
| De Leo 77’ | Marcatori | 7’ Iori 65’ Tenkorang |

| Arbitro: | Catanzaro (Catanzaro) |

|               |           |  |
| Malotti 90+3’ | Marcatori |  |

| Arbitro: | D'Eusanio (Faenza) |

|                                  |           |                         |
| Marras 55’ Filiciotto 82’ (rig.) | Marcatori | 20’ Monachello 88’ Piga |

| Arbitro: | Djurdjevic (Trieste) |

|                |           |                                       |
| Monachello 31’ | Marcatori | 6’ Dubickas 72’ Cavuoti 86’ Pietrelli |

| Novara 1º dicembre 2024, ore 15:00 CET 17ª giornata | Novara       | 0 – 0 referto | Lumezzane | Stadio Silvio Piola (1 677 spett.)\| Arbitro: \| Gangi (Enna) \| |
| Arbitro:                                            | Gangi (Enna) |               |           |                                                                  |

| Arbitro: | Colaninno (Nola) |

|          |           |           |
| Iori 13’ | Marcatori | 53’ Nicco |

| Arbitro: | Sfira (Pordenone) |

|                          |           |  |
| Capelli 17’ Spagnoli 89’ | Marcatori |  |

#### Girone di ritorno
| Arbitro: | Cappai (Cagliari) |

|  |           |                            |
|  | Marcatori | 4’, 66’ Amadio 19’ Rispoli |

| Arbitro: | Marotta (Sapri) |

|                                       |           |                                     |
| Iotti 11’ Coppola 41’ Comi 58’ (rig.) | Marcatori | 48’ Pannitteri 53’ Deratti 81’ Iori |

| Arbitro: | Pasculli (Como) |

|                                              |           |  |
| Pannitteri 35’ Monachello 69’, 73’ Ferro 85’ | Marcatori |  |

| Arbitro: | Vailati (Crema) |

|  |           |                          |
|  | Marcatori | 16’ Sinani 88’ Lattanzio |

| Arbitro: | Caruso (Viterbo) |

|  |           |               |
|  | Marcatori | 16’ Tenkorang |

| Arbitro: | Pacella (Roma 2) |

|               |           |                              |
| Tenkorang 90’ | Marcatori | 6’ Ioniță 12’, 27’ Vertainen |

| Arbitro: | Luongo (Frattamaggiore) |

|                     |           |          |
| Boffelli 88’ (rig.) | Marcatori | 48’ Iori |

| Arbitro: | Gauzolino (Torino) |

|                             |           |                            |
| Di Carmine 10’ Petrovic 87’ | Marcatori | 3’ (rig.), 16’ Taugourdeau |

| Arbitro: | Allegretta (Molfetta) |

|  |           |           |
|  | Marcatori | 20’ Rauti |

| Arbitro: | Tona Mbei (Cuneo) |

|              |           |                 |
| Stückler 49’ | Marcatori | 90+1’ Tenkorang |

| Arbitro: | Mirabella (Napoli) |

|             |           |                   |
| Malotti 52’ | Marcatori | 17’ Chierichietti |

| Arbitro: | Gandino (Alessandria) |

|            |           |  |
| Tonoli 32’ | Marcatori |  |

| Arbitro: | Rinaldi (Bassano del Grappa) |

|  |           |                                 |
|  | Marcatori | 33’ Spedalieri 90+5’ Mazzaroppi |

| Arbitro: | Gianquinto (Parma) |

|                             |           |  |
| Pittino 41’ (aut.) Zoma 88’ | Marcatori |  |

| Arbitro: | Maccarini (Arezzo) |

|                         |           |                         |
| Baldini 47’ Malotti 83’ | Marcatori | 19’ Fasan 54’ Cazzadori |

| Arbitro: | Di Mario (Ciampino) |

|             |           |                 |
| Giudici 75’ | Marcatori | 79’ Taugourdeau |

| Arbitro: | Totaro (Lecce) |

|                            |           |                                |
| Pagliari 52’ Tenkorang 89’ | Marcatori | 16’ (rig.) Basso 29’ Gerardini |

| Arbitro: | Angelillo (Nola) |

|                                   |           |           |
| Beretta 57’, 75’, 78’ (rig.), 79’ | Marcatori | 81’ Corti |

| Lumezzane 27 aprile 2025, ore 16:30 CEST 38ª giornata | Lumezzane       | 0 – 0 referto | Padova | Stadio Tullio Saleri (3 833 spett.)\| Arbitro: \| Ancora (Roma 1) \| |
| Arbitro:                                              | Ancora (Roma 1) |               |        |                                                                      |

### Coppa Italia Serie C
| Arbitro: | Vailati (Crema) |

|             |           |  |
| Malotti 41’ | Marcatori |  |

| Arbitro: | Esposito (Napoli) |

|  |           |            |
|  | Marcatori | 68’ Parigi |

## Statistiche

### Statistiche di squadra
| Competizione         | Punti | In casa | In casa | In casa | In casa | In casa | In casa | In trasferta | In trasferta | In trasferta | In trasferta | In trasferta | In trasferta | Totale | Totale | Totale | Totale | Totale | Totale | DR  |
| Competizione         | Punti | G       | V       | N       | P       | Gf      | Gs      | G            | V            | N            | P            | Gf           | Gs           | G      | V      | N      | P      | Gf     | Gs     | DR  |
| -------------------- | ----- | ------- | ------- | ------- | ------- | ------- | ------- | ------------ | ------------ | ------------ | ------------ | ------------ | ------------ | ------ | ------ | ------ | ------ | ------ | ------ | --- |
| Serie C              | 42    | 19      | 5       | 5       | 9       | 19      | 29      | 19           | 4            | 10           | 5            | 19           | 24           | 38     | 9      | 15     | 14     | 38     | 53     | -15 |
| Coppa Italia Serie C |       | 2       | 1       | 0       | 1       | 1       | 1       | 0            | 0            | 0            | 0            | 0            | 0            | 2      | 1      | 0      | 1      | 1      | 1      | 0   |
| Totale               |       | 21      | 6       | 5       | 10      | 20      | 30      | 19           | 4            | 10           | 5            | 19           | 24           | 40     | 10     | 15     | 15     | 39     | 54     | -15 |

### Andamento in campionato
| Giornata  | 1 | 2 | 3 | 4 | 5 | 6 | 7 | 8 | 9 | 10 | 11 | 12 | 13 | 14 | 15 | 16 | 17 | 18 | 19 | 20 | 21 | 22 | 23 | 24 | 25 | 26 | 27 | 28 | 29 | 30 | 31 | 32 | 33 | 34 | 35 | 36 | 37 | 38 |
| --------- | - | - | - | - | - | - | - | - | - | -- | -- | -- | -- | -- | -- | -- | -- | -- | -- | -- | -- | -- | -- | -- | -- | -- | -- | -- | -- | -- | -- | -- | -- | -- | -- | -- | -- | -- |
| Luogo     | T | C | T | T | C | T | C | C | T | C  | T  | C  | T  | C  | T  | C  | T  | C  | T  | C  | T  | C  | C  | T  | C  | T  | T  | C  | T  | C  | T  | C  | T  | C  | T  | C  | T  | C  |
| Risultato | V | P | N | N | V | V | V | P | N | V  | P  | P  | V  | V  | N  | P  | N  | N  | P  | P  | N  | V  | P  | V  | P  | N  | N  | P  | N  | N  | P  | P  | P  | N  | N  | N  | P  | N  |
| Posizione | 5 | 7 | 8 | 8 | 6 | 5 | 4 | 4 | 5 | 4  | 6  | 8  | 6  | 5  | 5  | 7  | 7  | 9  | 9  | 10 | 10 | 10 | 10 | 8  | 8  | 12 | 12 | 12 | 12 | 12 | 13 | 14 | 14 | 13 | 13 | 14 | 14 | 14 |

Fonte:  Classifica, su tuttosport.com.
Legenda:

Luogo: C = Casa; T = Trasferta. Risultato: V = Vittoria; N = Pareggio; P = Sconfitta.

### Annotazioni
1. ↑  Ceduto durante la sessione invernale di calciomercato
2. ↑  Ceduto durante la sessione estiva di calciomercato (sceso in campo in Coppa Italia Serie C)
3. 1 2 3  Acquistato durante la sessione invernale di calciomercato

### Fonti
1. ↑   Stadio, territorio e strutture, su fclumezzane.it. URL consultato il 27 agosto 2023.
2. ↑   Ufficiale – Rinnovo fino al 2025 per Franzini, su fclumezzane.it, 23 maggio 2024. URL consultato il 7 luglio 2024.
3. ↑   Coppa Italia Serie C, Malotti regala la qualificazione al Lumezzane. Union Clodiense superata di misura al "Saleri", su tuttocampo.it, 11 agosto 2024. URL consultato l'11 agosto 2024.
4. ↑   Coppa Italia Serie C, il Rimini espugna di misura Lumezzane e si qualifica agli ottavi di finale, su riminitoday.it, 17 agosto 2024. URL consultato il 18 agosto 2024.
5. ↑   Il Lumezzane resta bestia nera: debutto amaro per la Virtus, su larena.it, 25 agosto 2024. URL consultato il 26 agosto 2024.
6. ↑   La Pro Vercelli resta una bestia nera, Lumezzane sconfitto 2-0, su giornaledibrescia.it, 1º settembre 2024. URL consultato il 1º settembre 2024.
7. ↑   I blucelesti non riescono a difendere il vantaggio, al Rigamonti-Ceppi finisce 1-1, su lecconotizie.com, 7 settembre 2024. URL consultato il 15 settembre 2024.
8. ↑   Lumezzane-Atalanta U23 2-1. Prima vittoria casalinga per i rossoblù: video, gol e highlights, su bresciatoday.it, 23 settembre 2024. URL consultato il 27 settembre 2024.
9. ↑   Triestina perde al Rocco contro il Lumezzane 3-2, Santoni sul giro d'aria, su rainews.it, 26 settembre 2024. URL consultato il 27 settembre 2024.
10. ↑   Il Lumezzane vince con l'Arzignano e sale al quarto posto, su giornaledibrescia.it, 30 settembre 2024. URL consultato il 1º ottobre 2024.
11. ↑   Lumezzane-Pergolettese 0-2. Rossoblù battuti al Saleri: gol e highlights, su bresciatoday.it, 29 ottobre 2024. URL consultato il 30 ottobre 2024.
12. ↑   AlbinoLeffe beffato al 93′ a Lumezzane: quinta partita senza segnare, non si tira in porta, su bergamoesport.it, 10 novembre 2024. URL consultato il 10 novembre 2024.
13. ↑   Il derby è della FeralpiSalò: 3-1 dei gardesani al Lumezzane, su giornaledibrescia.it, 23 novembre 2024. URL consultato il 24 novembre 2023.
14. ↑   Lumezzane, pesante sconfitta interna contro la Virtus Verona, su bresciaoggi.it, 21 dicembre 2024. URL consultato il 22 dicembre 2023.
15. ↑   Lumezzane, un calcio alla crisi: Lecco travolto, 4-0 al Saleri, su giornaledibrescia.it, 11 gennaio 2025. URL consultato l'11 gennaio 2025.
16. ↑   Serie C, Girone A, Giornata 28, su tuttocampo.it. URL consultato il 23 febbraio 2025.
17. ↑   Ufficiale - Arnaldo Franzini sollevato dall'incarico, su fclumezzane.it, 24 marzo 2025. URL consultato il 24 marzo 2025.
18. ↑   Ufficiale - Massimo Paci nuovo allenatore, su fclumezzane.it, 25 marzo 2025. URL consultato il 25 marzo 2025.
19. ↑   Il Lumezzane perde 4-1 con la Pro Patria ma conquista la salvezza, su giornaledibrescia.it, 18 aprile 2025. URL consultato il 19 aprile 2025.
20. ↑   Lumezzane ferma il Padova, ma i veneti festeggiano la Serie B, su giornaledibrescia.it, 25 aprile 2025. URL consultato il 25 aprile 2025.
21. ↑   Sponsors, su fclumezzane.it. URL consultato il 14 agosto 2024.
22. ↑   Simone Pesce nuovo direttore sportivo rossoblù, su fclumezzane.it, 5 maggio 2024. URL consultato il 16 luglio 2024.
23. ↑   Ufficiale - rescissione consensuale con il DT Zerminiani, su fclumezzane.it, 20 novembre 2024. URL consultato il 20 novembre 2024.
24. ↑   Ufficiale - Matteo Carnelos diventa rossoblù, su fclumezzane.it, 24 luglio 2024. URL consultato il 24 luglio 2024.
25. ↑   Ufficiale - Pagliari è rossoblù, su fclumezzane.it, 16 luglio 2024. URL consultato il 16 luglio 2024.
26. ↑   Ufficiale - Mario Piga al Lumezzane, su fclumezzane.it, 30 agosto 2024. URL consultato il 30 agosto 2024.
27. ↑   Ufficiale - Emanuele Terranova sarà rossoblù, su fclumezzane.it, 30 luglio 2024. URL consultato il 30 luglio 2024.
28. ↑   Ufficiale - Samuele D'Agostino al Lumezzane, su fclumezzane.it, 22 luglio 2024. URL consultato il 22 luglio 2024.
29. ↑   Ufficiale - Joshua Tenkorang al Lumezzane, su fclumezzane.it, 23 agosto 2024. URL consultato il 25 agosto 2024.
30. ↑   Ufficiale - Marco Tremolada è rossoblù, su fclumezzane.it, 9 luglio 2024. URL consultato il 14 luglio 2024.
31. ↑   Ufficiale - Niccolò Corti al Lumezzane, su fclumezzane.it, 16 luglio 2024. URL consultato il 16 luglio 2024.
32. ↑   Matteo Ferro ceduto al Football Club Lumezzane, su bresciacalcio.it, 13 luglio 2024. URL consultato il 13 luglio 2024.
33. ↑   Ufficiale - Gaetano Monachello al Lumezzane, su fclumezzane.it, 26 luglio 2024. URL consultato il 26 luglio 2024.
34. ↑   Ufficiale - Mirco Lipari è un nuovo calciatore rossoblù, su fclumezzane.it, 10 luglio 2024. URL consultato il 14 luglio 2024.
35. ↑   Ufficiale - Orazio Pannitteri firma al 2026, su fclumezzane.it, 17 luglio 2024. URL consultato il 17 luglio 2024.
36. ↑   Ufficiale – Mattia Iori torna rossoblù, su fclumezzane.it, 29 agosto 2024. URL consultato il 30 agosto 2024.
37. ↑   Righetti ceduto all’SS Arezzo, su fclumezzane.it, 19 agosto 2024. URL consultato il 23 agosto 2024.
38. ↑   Renate, nuovo tassello per la mediana: ecco l'ex Lumezzane Calì, su tuttoc.com, 5 luglio 2024. URL consultato il 13 agosto 2024.
39. ↑   Manuel Poledri in prestito alla Pro Palazzolo, su fclumezzane.it, 30 agosto 2024. URL consultato il 30 agosto 2024.
40. ↑   Andrea Capelli è un nuovo calciatore bluceleste, su albinoleffe.com, 5 luglio 2024. URL consultato il 13 agosto 2024.
41. ↑   Spini ceduto al Trapani, su fclumezzane.it, 28 agosto 2024. URL consultato il 30 agosto 2024.
42. ↑   Ufficiale - Giacomo Toniolo veste rossoblù, su fclumezzane.it, 10 gennaio 2025. URL consultato il 10 gennaio 2025.
43. ↑   Ufficiale - Tommaso Pittino è del Lumezzane, su fclumezzane.it, 9 gennaio 2025. URL consultato il 9 gennaio 2025.
44. ↑   Ufficiale - Enrico Baldini è rossoblù, su fclumezzane.it, 4 gennaio 2025. URL consultato il 4 gennaio 2025.
45. ↑   Ufficiale - Lipari in prestito al Pontedera, su fclumezzane.it, 26 gennaio 2025. URL consultato il 26 gennaio 2025.